# Cryptomanis
Cryptomanis ist ein ausgestorbener früher Verwandter der heutigen Schuppentiere (Manidae), der vor rund 40 Millionen Jahren im zentralen Asien lebte. Er erreichte etwa die Größe eines Malaiischen Schuppentiers, ist aber nur durch ein einziges teilweise erhaltenes Skelett ohne Schädel überliefert. Dieses kam 1928 zum Vorschein, seine wahre Bedeutung wurde aber erst zu Anfang des 21. Jahrhunderts erkannt. Die wissenschaftliche Benennung der Gattung erfolgte im Jahr 2006. Cryptomanis gehört damit zu den wenigen bekannten fossilen Schuppentieren überhaupt. Sein Skelettbau lässt annehmen, dass das Tier sowohl zum Graben als auch zum Klettern befähigt war. 

## Merkmale
Cryptomanis ist bisher nur über ein einziges schädelloses Skelett bekannt. Anhand der Ausmaße des Oberschenkelknochens besaß das Tier etwa die Größe des heutigen Malaiischen Schuppentiers (Manis javanica). Die Wirbelsäule und die vorderen Gliedmaßen sind unvollständig überliefert. Von der Wirbelsäule liegen außerdem nur wenige vollständige Einzelelemente vor, allerdings konnte neben isolierten Wirbeln die komplette Serie der Lendenwirbel (7), Kreuzbeinwirbel (3) und der ersten fünf Schwanzwirbel geborgen werden. Die Anzahl der Lendenwirbel übertrifft die der heutigen Schuppentiere, bei denen zumeist fünf oder sechs auftreten. Anhand der vorliegenden Rippen und Rippenbruchstücke bestand die Brustwirbelsäule wohl aus elf Wirbeln, insgesamt acht sind überliefert. Sie wiesen durchweg kräftige Körper auf. Bei den wenigen Stücken mit erhaltenem Wirbelbogen war der Dornfortsatz deutlich schräger nach hinten gestellt und markant schmaler als bei Manis. Die Gelenkfortsätze an den Lendenwirbeln zeigten eine deutliche Krümmung zum Dornfortsatz hin. An der Schwanzwirbelsäule, von der insgesamt 17 Einzelelemente erhalten sind, besaßen nur die vorderen und mittleren Wirbel Fortsätze, an denen des Schwanzendes fehlten sie.
Am nur unvollständig erhaltenen Oberarmknochen war eine Leiste ausgebildet, die den Schaft entlang reichte und als Ansatzstelle für unter anderem den Bizeps fungierte. Diese deltopectorale Leiste hatte eine kräftige Ausbildung und war in der Mitte etwas überfaltet, so dass sie seitlich überhing. Sie endete nut- oder grübchenförmig, wobei diese Vertiefung zur Verankerung der Sehne des Bizeps diente. Diese Nut kam auch bei Patriomanis vor und lag wie bei diesem am unteren Ende des Humerusschaftes, bei Manis ist sie variabel ausgebildet. Der Kopf des Oberarmknochens bestand aus einer deutlichen Aufwölbung, besaß aber seitliche Kompressionen. Die Elle verfügte über ein kräftiges Olecranon, das nahezu gerade verlief. An der Speiche trat am oberen Schaftende eine deutliche Wulst auf, die auch bei Patriomanis und Necromanis kräftig ausgebildet war, bei Manis aber schwach entwickelt ist. Deutlich besser als die vorderen sind die hinteren Gliedmaßen erhalten. Der Oberschenkelknochen maß 10,3 cm in der Länge. Der Kopf war halbkugelförmig und mit dem Großen Rollhügel über eine Knochenleiste verbunden. Der kleine Rollhügel ragte am oberen Schaftende auf. Die Lücke zwischen den beiden Trochantern wurde ebenfalls über eine Leiste überbrückt. Analog den heutigen Schuppentieren trat am Schaft ein dritter Trochanter (dritter Rollhügel) auf. Er lag bei Cryptomanis etwa in der Schaftmitte und damit deutlich höher als bei den heutigen Schuppentieren. Der Schaft war breit und flach, ähnlich wie bei Necromanis, aber abweichend vom eher zylindrischen Schaft der rezenten Arten. Das Schienbein erreichte mit 9,3 cm fast die Länge des Femur. Hier kam am oberen Schaft abweichend von den heutigen Schuppentieren ebenfalls eine markante Leiste vor. Es war nicht mit dem Wadenbein verwachsen. Dieses zeichnete sich wie der Oberschenkelknochen durch deutliche Verschmälerungen am Schaft aus.
In Übereinstimmung mit den heutigen Schuppentieren verfügte auch Cryptomanis über fünfstrahlige Hände und Füße. An der Hand waren typisch für die Schuppentiere das Kahn- und das Mondbein zu einem scapholunaren Element verwachsen. Die Mittelhandknochen zeigten sich dagegen auffallend flacher als bei den rezenten Verwandten. Die ersten Phalangen besaßen einen extrem breiten Bau, nur am innersten Strahl war das erste Fingerglied langschmal. Eine deutliche Vergrößerung des Mittelstrahls wie bei heutigen Schuppentieren bestand nicht. Ein auffälliges Kennzeichen am Fuß trat mit einem zylindrischen Prähallux auf, einem fingerartigen Knochen vor dem großen Zeh, der auch von den rezenten Arten bekannt, dort aber eher flach ist. Insgesamt hatte der Fuß eine grazilere Gestaltung als die Hand mit wesentlich längeren und schmaleren Zehengliedern, entsprechend dieser waren aber die Mittelfußknochen auffallend abgeplattet. Der zweite bis vierte Strahl besaßen die größten Ausmaße, es fehlte aber wie an der Hand die besonders große Ausprägung des mittleren Strahls. Sowohl an der Hand als auch am Fuß zeigten die Endphalangen deutliche Spalten am vorderen Ende, welche die Krallen aufnahmen. Insgesamt waren sie dreieckig und lang geformt.

## Fossilfunde
Es sind nur ausgesprochen wenige fossile Schuppentiere bekannt. Möglicherweise waren die Tiere damals ähnlich den heutigen Vertretern eher selten, andererseits erschwert die zahnlose Schnauze häufig die Bestimmung derartiger Überreste. Das bisher einzige bekannte schädellose Skelett von Cryptomanis stammt aus der Inneren Mongolei und wurde 1928 während der Fifth Central Asiatic Expedition of the American Museum of Natural History entdeckt. Es kam in der Region Shara Murun zum Vorschein und lag höchstwahrscheinlich in der Shara-Murun-Formation, deren Alter vom ausgehenden Mittleren Eozän bis zum Oberen Eozän reicht und auf 43 bis 38 Millionen Jahre datiert. Die Fundregion liegt etwa 100 km südwestlich von Eren Hot und 500 km nordwestlich von Peking. Das Verbreitungsgebiet der heutigen asiatischen Schuppentiere befindet sich wenigstens 1000 km weiter südlich.

## Paläobiologie
Vor allem die oberen Gliedmaßenabschnitte sind deutlich robuster gebaut als bei den heutigen Schuppentierarten, was sich durch den massigeren dritten Trochanter sowie die Leiste zwischen Großem und Kleinem Rollhügel am Oberschenkelknochen und durch die kräftigere deltopectorale Leiste am Oberarmknochen ausdrückt. Derartige Merkmale sind typisch für überwiegend grabende (fossoriale) Tiere, allerdings fehlten Cryptomanis die verlängerten Mittelstrahlen an Hand und Fuß. Möglicherweise grub die Form dadurch auf etwas andere Weise als heutige Schuppentiere. Es ist aber auch anzunehmen, dass sich im Verlauf der Stammesgeschichte der Schuppentiere die Merkmale für eine fossoriale Lebensweise von den oberen auf die unteren Gliedmaßenabschnitte verlagerten. Die langen und schlanken Hinterfüße verfügten offensichtlich über eine hohe Beweglichkeit und Greiffähigkeit; sie könnten somit für eine auch teils baumkletternde (arboricole) Fortbewegung sprechen. Allerdings war im Gegensatz zu den heutigen kletternden Schuppentieren der Schwanz nicht als Greifschwanz ausgebildet, worauf die fehlenden Fortsätze an den hintersten Schwanzwirbeln hinweisen. Aufgrund der Mischung der Merkmale erscheint Cryptomanis als ein Tier, das sowohl zum Graben als auch zum Klettern befähigt war.

## Systematik
Cryptomanis ist eine Gattung aus der ausgestorbenen Familie der Patriomanidae. Die Patriomanidae waren 1998 von Frederick S. Szalay und Friedemann Schrenk eingerichtet worden, umfassten aber damals alle bekannten fossilen Schuppentiere. Jedoch zeigt unter anderem Eomanis, das aus dem Mittleren Eozän der Grube Messel überliefert ist, noch deutlich urtümlichere Merkmale, die bei den späteren Formen einschließlich der heutigen Schuppentiere nicht mehr vorkommen. Dazu gehören etwa die ungeschlitzten Endphalangen an Händen und Füßen oder die weniger stark eingekrümmten Gelenkfortsätzen an den Lendenwirbeln. Daher wurde Eomanis im Jahr 2003 in eine eigene Familie verwiesen, den Eomanidae. Die Patriomanidae enthalten demnach neben Cryptomanis nur noch Patriomanis aus dem Oberen Eozän von Nordamerika und Necromanis aus dem Oligozän bis Miozän von Eurasien. Die Stellung von Necromanis ist etwas unsicher, da dieser auch die Schwestergruppe der Patriomanidae bilden könnte. Die Patriomanidae und Manidae formen zusammen die Überfamilie der Manoidea.
Die wissenschaftliche Erstbeschreibung von Cryptomanis erfolgte im Jahr 2006 durch Timothy J. Gaudin, Robert J. Emry und Brandon Pogue. Sie basiert auf dem Teilskelett, das 1928 während der Expedition des American Museum of Natural History nach Innerasien entdeckt worden war. Dieses stellt auch den Holotypen dar (Exemplarnummer AMNH 26140), er wird in New York aufbewahrt. Der Gattungsname Cryptomanis setzt sich aus dem griechischen Wort κρυπτός (kryptós „verborgen“, „geheim“) und der wissenschaftlichen Bezeichnung Manis für die heutigen (asiatischen) Schuppentiere zusammen. Er spielt auf die lange Zeit an, die das Skelett unerkannt in seiner Bedeutung im Archiv des Museums lag. Ursprünglich war es als Vertreter der Creodonta angesprochen worden, einer Gruppe räuberisch lebender Tiere, die mit den heutigen Raubtieren verwandt sind. Einzige bekannte Art ist Cryptomanis gobiensis. Der Artname gobiensis ist eine Referenz auf die Fundregion.